# Muraja
Muraja est un village d'Estonie situé dans la commune de Pöide du comté de Saare, à la pointe Est de l'île de Saaremaa.